# WTA Tour Championships 2006
Il WTA Tour Championships 2006 è stato un torneo di tennis che si è giocato a Madrid, in Spagna dal 7 al 12 novembre su campi in cemento. È stata la 36ª edizione del torneo di fine anno di singolare, la 31a del torneo di doppio. Il Masters femminile ha visto in campo a partire le migliori otto giocatrici della stagione.

## Campionesse

### Singolare
Justine Henin ha battuto in finale  Amélie Mauresmo con il punteggio di 6–4, 6–3

### Doppio
Lisa Raymond /  Samantha Stosur hanno battuto in finale  Cara Black /  Rennae Stubbs con il punteggio di 3–6, 6–3, 6–3